# Perfect Tense (Fallulah-album)
Perfect Tense er det tredje studiealbum fra den dansk-rumænsk sangerinde Fallulah, der udkom den 26. februar 2016 på Instant Records. Det er hendes første album på det amerikanske uafhængige pladeselskab, Instant Records, efter at hendes kontrakt med Sony Music udløb i 2013.
Forud for albummets udgivelse udkom singlerne "Social Club", "Sorrow Is a Shadow", "Ghostfriend", og "Perfect Tense". "Perfect Tense" blev et radiohit i Danmark i 2016, med en placering som nummer 5 på airplay-listen.
Albummet debuterede på 64. pladsen på hitlisten, med en salgscore (kombineret salg og streaming) på 131.

## Spor
| #   | Titel                | Sangskriver(e)                                | Producer(e)                 | Længde |
| --- | -------------------- | --------------------------------------------- | --------------------------- | ------ |
| 1.  | "Perfect Tense"      | Maria Apetri, Søren Christensen, Grace Tither | Fallulah, Søren Christensen | 3:40   |
| 2.  | "I.L.W.A.D."         |                                               |                             | 3:35   |
| 3.  | "Social Club"        | Apetri, Max Hershenow                         | Liam Howe, Fallulah         | 3:07   |
| 4.  | "Sorrow Is a Shadow" | Maria Apetri, Thomas Holm                     | Fallulah                    | 4:29   |
| 5.  | "Ghostfriend"        |                                               |                             | 4:03   |
| 6.  | "Vandalain"          |                                               |                             | 3:49   |
| 7.  | "Bob Dylan"          |                                               |                             | 3:13   |
| 8.  | "Slow Love"          |                                               |                             | 3:01   |
| 9.  | "Swimming Pool"      |                                               |                             | 3:35   |
| 10. | "Lost"               |                                               |                             | 3:01   |
| 11. | "We All Need Water"  |                                               |                             | 4:09   |